# غيتوات يهودية في أوروبا

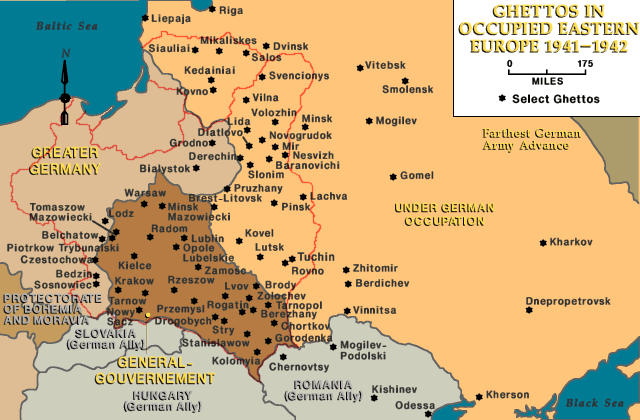

الغيتوات اليهودية في أوروبا أحياء في مدن أوروبية سُمح لليهود بالعيش فيها. وإلى جانب حصر وجودهم في الغيتوات، وُضع اليهود تحت قوانين وقيود صارمة في الكثير من المدن الأوروبية. تذبذبت طبيعة هذه الأحياء خلال العقود، فشكلت في بعض الحالات أحياء يهودية، في مناطق الوجود التقليدي لليهود في المدن. في حالات كثيرة، كانت الغيتوات أماكن شديدة الفقر، وفي أوقات النمو السكاني، كانت الشوارع فيها ضيقة والمنازل صغيرة مكتظة. أقام سكان الغيتو نظام عدالة خاص بهم. وأحاطت بالغيتو أسوار، تُغلق من الداخل خلال البوغرومات لحماية السكان، ومن الخارج خلال عيد الميلاد وعيد الفصح اليهودي وأسبوع عيد الفصح لمنع اليهود من المغادرة.
مع قدوم التحرر اليهودي في القرن التاسع عشر، أُلغيت الغيتوات وحُطمت أسوارها على نحو تدريجي. ولكن خلال الحرب العالمية الثانية، أنشأ الرايخ الثالث نظام غيتو يهودي جديد تمامًا بهدف اضطهاد اليهود وإرهابهم واستغلالهم، وكان معظمهم في أوروبا الشرقية. وفقًا لمتحف ذكرى الهولوكوست بالولايات المتحدة، «أسس الألمان ما لا يقل عن 1000 غيتو في بولندا المحتلة والاتحاد السوفيتي فحسب».

## الأصل
ظهر نظام الغيتو في عصر النهضة في إيطاليا في يوليو 1555 بعد إصدار البابا بولس الرابع قانون «كم نيميس آبسوردوم». فرض هذا التغيير في السياسة البابوية سلسلة من القيود على حياة اليهود غيرت مكانتهم في المجتمع بشكل كبير. من بين تلك القيود مطالبة اليهود بارتداء شارة صفراء اللون للتعريف بأنفسهم، إلى جانب القيود على الملكية العقارية، والقيود التجارية، وتشديد القوانين المصرفية. لكن الأهم من ذلك كله مطالبة المجتمعات اليهودية بالسكن في أحياء مجتزأة محددة تسمى الغيتوات. غيّر نظام الغيتو النشاط الاقتصادي اليهودي. فبسبب قوانين «كم نيميس آبسوردوم» والتعقيد المتزايد للاقتصاد الحديث المبكر، صار عمل اليهود بدور مقرضي أموال أصعب وأقل ربحية. أدى ذلك إلى جانب تركز الغيتوات عادةً في المراكز التجارية للمدن إلى ابتعاد اليهود عن إقراض الأموال وتوجههم نحو تجارة السلع المستعملة. وفي هذا الدور، مُنع اليهود من بيع ما يعد أساسيًا للحياة كالطعام والسلع ذات القيمة العالية، فاتجهوا نحو بيع السلع المستعملة في هيئة متاجر الرهان. جادل بعض العلماء في أن هذا التغير في السياسة البابوية أفضى دون قصد إلى تحسين بعض جوانب التجربة اليهودية مقارنةً بالقرون الوسطى. جادل المؤرخ اليهودي روبرت بونفيل في أن تأسيس الغيتوات كان بمثابة الحل الوسط بين قبول اليهود وطردهم من قبل السلطات المسيحية. بعد تشكيل نظام الغيتو، انخفضت بشكل كبير حوادث الطرد القسري والبوغرومات واتهامات القتل الشعائري التي شاعت خلال القرون الوسطى.

## الحرب العالمية الثانية والهولوكوست
خلال الحرب العالمية الثانية، أسس الرايخ الثالث فئة جديدة من الغيتوات، الغيتوات النازية، بهدف حصر اليهود بإحكام في مناطق كثيفة في مدن أوروبا الشرقية والوسطى. كانت هذه الأماكن نقاط تجميع وجرى بعد ذلك فصل «القادرين على العمل» عن أولئك الذين سيُعدون لاحقًا غير جديرين بالحياة. في حالات كثيرة، لم تتوافق الغيتوات النازية مع الأحياء اليهودية التاريخية. فمثلًا، أُنشئ غيتو كراكوف رسميًا في حي بودغورزي، لا في منطقة كازيميرز اليهودية، ما أُجبر العائلات البولندية على النزوح والسكن في الخارج.
في عام 1942، بدأ النازيو بعملية رينهارد الترحيل المنهجي لليهود إلى معسكرات الإبادة خلال الهولوكوست. رحّلت السلطات اليهود من مختلف أنحاء أوروبا إلى أحياء اليهود الشرقية، أو مباشرةً إلى معسكرات الإبادة التي صممها وأدارها الألمان النازيون في بولندا. لم يكن في أي من هذه المعسكرات حراس بولنديون، بخلاف ما توحي به التسمية الخاطئة «معسكرات الموت البولندية» المستخدمة أحيانًا.